# Bitwa pod Jeną-Auerstedt
Bitwa pod Jeną-Auerstedt – seria dwóch bitew stoczonych 14 października 1806 roku przez wojska napoleońskie pod wodzą cesarza Napoleona Bonaparte z siłami pruskimi króla Fryderyka Wilhelma III w czasie kampanii pruskiej.
W jej wyniku wojska francuskie rozbiły armię pruską, a w wyniku jej pościgu całe Królestwo Prus dostało się pod panowanie Francji.
W bitwie pod Jeną 95-tysięczna armia Napoleona rozbiła doszczętnie 38-tysięczną armię księcia Fryderyka Ludwika Hohenlohe. Ponad 25 tysięcy Prusaków poległo, zostało rannych i dostało się do francuskiej niewoli. Zdobycz wojenna była również imponująca – 20 armat i 30 sztandarów.
W bitwie pod Auerstedt marszałek francuski Louis Nicolas Davout pokonał liczniejsze siły pruskie pod osobistym dowództwem króla Fryderyka Wilhelma III, który uciekł z 63 tysiącami ludzi w noc przed bitwą pod Jeną. Davout natknął się na nich ze swoimi trzema dywizjami (27 tysięcy ludzi), którymi dowodzili tzw. trzej nieśmiertelni (Friant, Gudin i Morand), i pobił doszczętnie wroga.
Bonaparte, dowiedziawszy się o wygranej swojego marszałka, początkowo nie chciał uwierzyć w siłę przeciwnika. Kurierowi, który przywiózł raport, rzekł: „Twój dowódca widzi podwójnie” (co odnosiło się do słabego wzroku Davouta). Potem nie szczędził pochwał i na korpus Davouta posypał się deszcz odznaczeń. Lecz w oficjalnym biuletynie armii Bonaparte uznał bitwę pod Auerstedt za fragment bitwy pod Jeną, tj. jej prawe skrzydło. Współcześni uważali, że Napoleon był zazdrosny o sławę.
Po praktycznym wyeliminowaniu Prus z wojny z IV koalicją antyfrancuską kampania pruska skupiała się głównie na pościgu rozbitych wojsk pruskich, oraz  zdobywaniu kolejnych twierdz, dopóki siły francuskie nie wkroczyły na tereny pruskiego zaboru Polski i zaczęła się tzw. przez Napoleona „Polska wojna wyzwoleńcza” z Rosją.

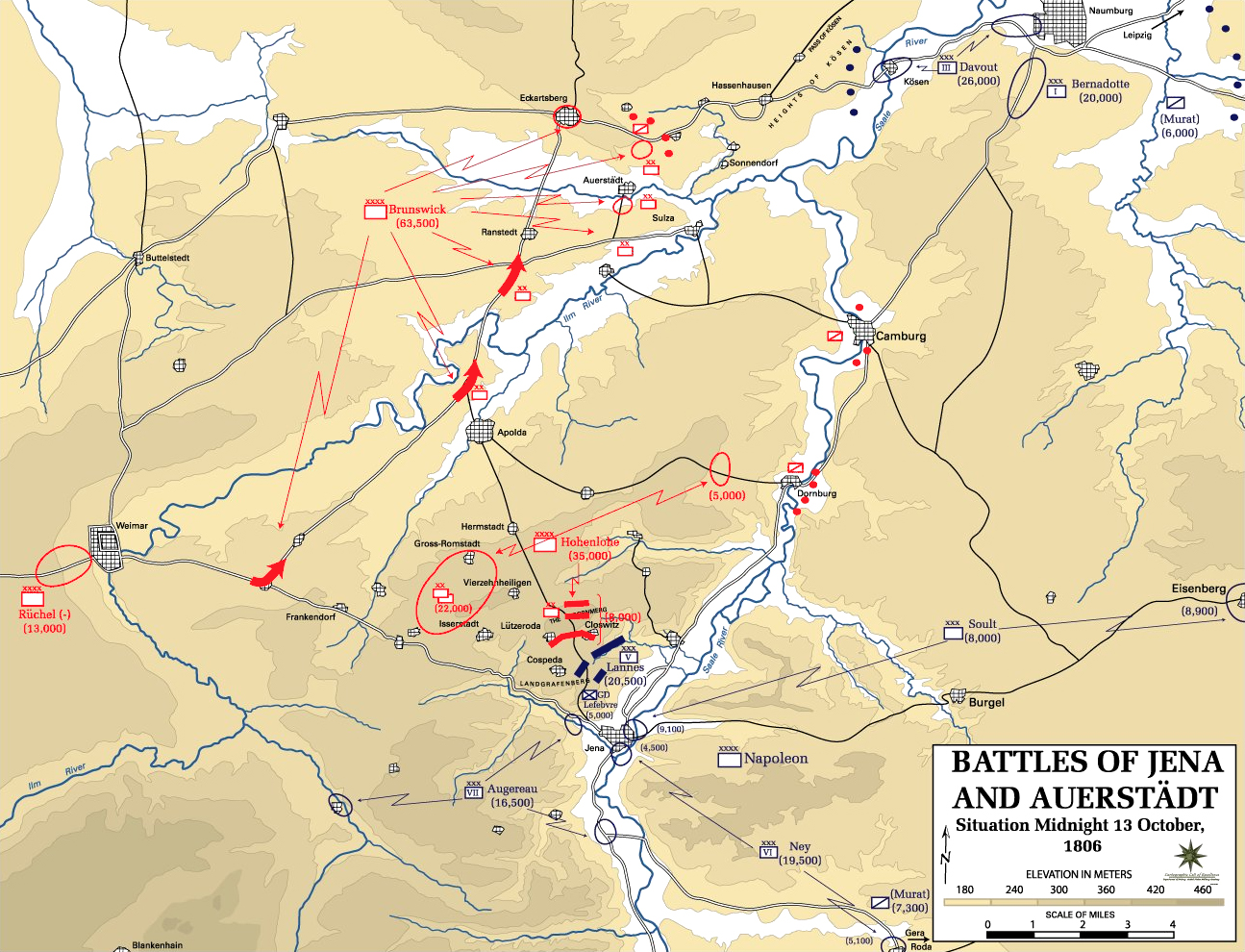
Bitwy pod Jeną i Auerstedt

## Przyczyny wybuchu wojny
Prusacy byli przekonani, że Napoleon doceni ich neutralność w czasie wojny z III koalicją w 1805 r. i zgodzi się na aneksję Hanoweru. Tymczasem cesarz nie zamierzał ułatwiać Berlinowi zadania, co zaowocowało utworzeniem Związku Reńskiego. By osłodzić Fryderykowi Wilhelmowi gorycz porażki, rozwinął przed nim wizję drogi do korony cesarskiej poprzez utworzenie konfederacji północno-germańskiej z państw nie należących do Związku Reńskiego. Król wahał się jednak, wciąż spoglądając na Rosję.
Car Aleksander szykował się właśnie do wojny z Turcją i nie miał zamiaru wplątywać się w nową wojnę przeciw Napoleonowi. W Petersburgu istniała jednak silna partia anty-napoleońska, która roztoczyła przed carem wizję Rosji wypartej z Europy Środkowej, jeśli zaakceptuje zdobycze Francji.
Również w Wielkiej Brytanii dominowało stronnictwo prowojenne, prące do utworzenia nowej koalicji antyfrancuskiej. Aby sprowokować Prusy, rząd angielski poinformował Berlin, że rząd francuski zaproponował mu Hanower, jako zapłatę za pokój. Reakcja Fryderyka Wilhelma była łatwa do przewidzenia. Poczuł się oszukany. Hanower wydał mu się kartą przetargową w ręku Napoleona, chcącego za wszelką cenę kupić pokój. Uznał, że czas na wojnę i dowiedzenie, że armia pruska to nadal armia Fryderyka Wielkiego. I tak było w istocie: była to armia sprzed wielu dziesięcioleci. Wojskowi pruscy hołdowali doktrynie fryderycjańskiej. Artyleria pruska była zacofana technicznie, w piechocie obowiązywał przestarzały szyk linearny, do natarcia wojsko ruszało głębokimi kolumnami batalionowymi. Nie znano jeszcze powszechnej w armii francuskiej tyraliery. Dopiero Napoleon miał obnażyć w całej rozciągłości te niedostatki.
1 października 1806 Fryderyk Wilhelm wystosował do Napoleona ultimatum z żądaniem wycofania armii francuskiej za linię Renu i zapowiadające utworzenie konfederacji państw północnoniemieckich pod protektoratem Prus. Dla sztabu francuskiego ten akt wypowiedzenia wojny nie był zaskoczeniem. Napoleon od jakiegoś już czasu planował rozbicie armii pruskiej, nim nadejdzie ewentualna rosyjska odsiecz.

## Przeciwnicy
Obie armie podzielone były na oddzielne części.

### Armia prusko-saksońska
Pruska armia była w bardzo kiepskim stanie. Jej głównodowodzący Karol Wilhelm miał 71 lat, a jego polowi podkomendni mieli po 60-kilka lat. Armia ta swoją doktryną, wyszkoleniem i treningiem sięgała ciągle czasów Fryderyka Wielkiego. Jej największą słabością było słabe dowództwo i co za tym idzie organizacja i komunikacja pomiędzy poszczególnymi jednostkami. Największą jednostką była dywizja, a nie jak w przypadku wojsk francuskich korpus, mogący samodzielnie prowadzić bitwę lub stawiać opór całej armii wroga, co właśnie stało się pod Auerstedt. Kontyngent saski był lepiej wyszkolony i wyposażony od armii pruskiej, jednak liczebnie, organizacyjnie i taktycznie również nie mógł się mierzyć z francuską Wielką Armią. Siły prusko-saskie dzieliły się na:
- 60,5 tysiąca żołnierzy pod dowództwem księcia Brunszwiku (główne siły prusko-saskie spod Auerstedt),
- 38 tysięcy żołnierzy pod dowództwem Fryderyka Hohenlohe (siły prusko-saskie spod Jeny),
- 15 tysięcy żołnierzy pod dowództwem Ernsta von Rüchela (siły prusko-saskie maszerujące na Jenę – dotarły na miejsce gdy bitwa była już przegrana).

### Wielka Armia
Armia Napoleona kochała swoich dowódców, była bardzo doświadczona i bardzo dobrze dowodzona przez wyważoną mieszankę marszałków o różnym wieku i doświadczeniu (generalnie byli znacznie młodsi od swoich pruskich i saskich odpowiedników). Siły Napoleona pod Jeną liczyły 95 tysięcy żołnierzy pod dowództwem:
- Nicolas Jean de Dieu Soult – IV Korpus Wielkiej Armii,
- Jean Lannes – V Korpus Wielkiej Armii,
- Michel Ney – VI Korpus Wielkiej Armii,
- Pierre Augereau VII Korpus Wielkiej Armii,
- Joachim Murat – kawaleria.

Na północ od Jeny w sąsiedztwie Auerstedt znajdował się:
- Louis Nicolas Davout – III Korpus Wielkiej Armii (27 tysięcy żołnierzy),
- Jean-Baptiste Bernadotte – I Korpus Wielkiej Armii (20 tysięcy żołnierzy). Nie wzięli udziału w bitwie,
- Kawaleria (6,5 tysiąca)[5].

## Plan bitwy
Dla Napoleona najważniejsza w nadchodzącej konfrontacji była strategia sprowadzenia jak najwięcej oddziałów w miejsce głównej bitwy w możliwie jak najkrótszym czasie, ponadto starał się doprowadzić do odcięcia najkrótszej drogi potencjalnego odwrotu nieprzyjaciela. Samo rozmieszczenie jednostek na polu bitwy było zależne w dużej mierze od miejsca spotkania i dążono przy tym do natychmiastowego kontaktu bojowego z wrogiem z wykorzystaniem przewagi terenu jeżeli było to możliwe.
Dla Prusaków zasadniczym problemem był brak jednolitego łańcucha dowodzenia np. na jednym stanowisku w armii znajdowało się kilka osób. Prowadziło to do niesnasek i nieposłuszeństwa. Plan pruski był misternie przygotowywany i co za tym idzie długi i zajmujący dużo czasu do zrealizowania podczas bitwy, a w zasadzie tuż przed nią. O ile Napoleon dążył do natychmiastowej konfrontacji, o tyle Prusacy liczyli na to, że przed bitwą będą mogli rozwinąć skrzydła i zająć wyznaczone na planie pozycje, co było nie do zrealizowania w rzeczywistości.

## Bitwa

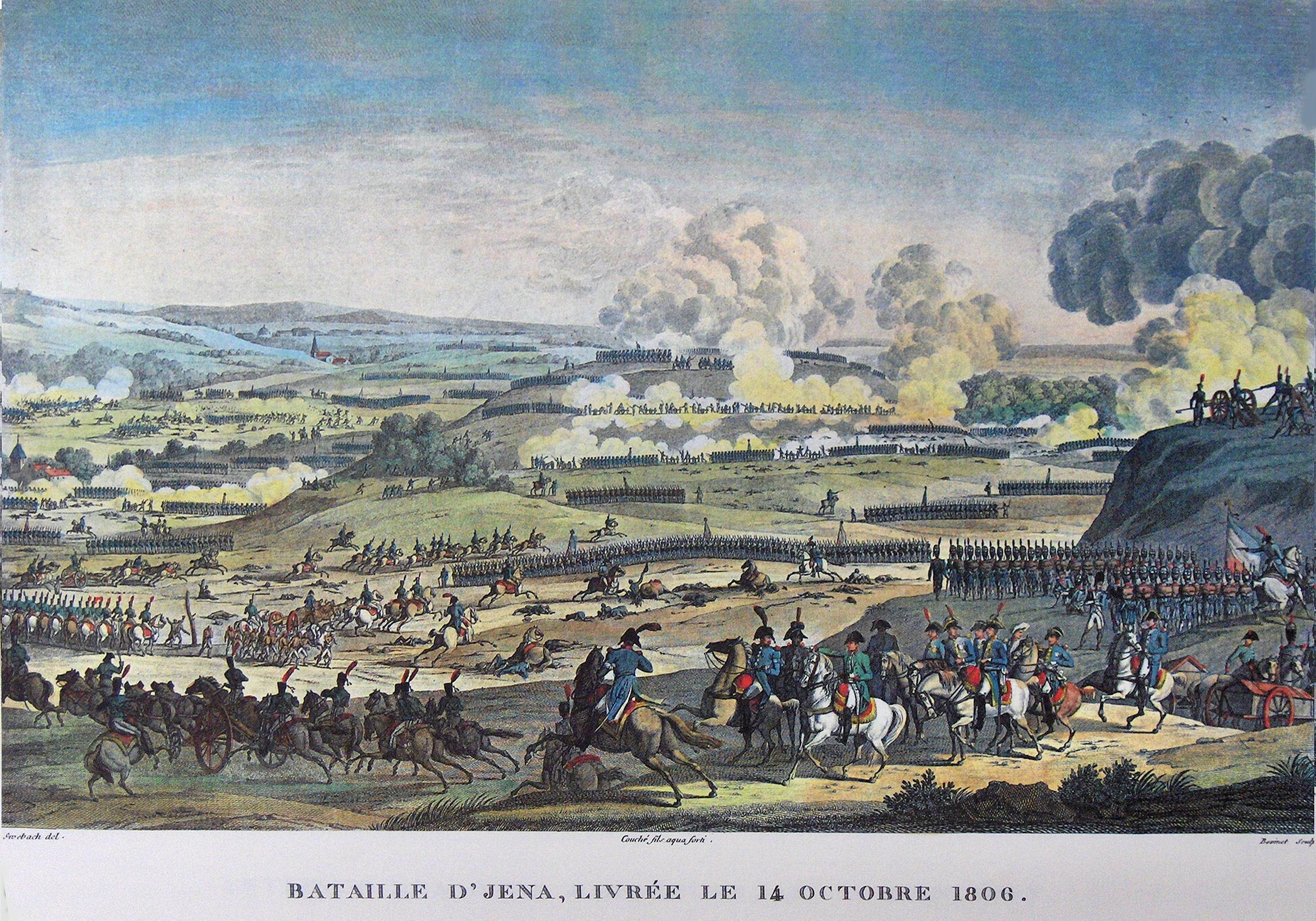
Bitwa pod Jeną

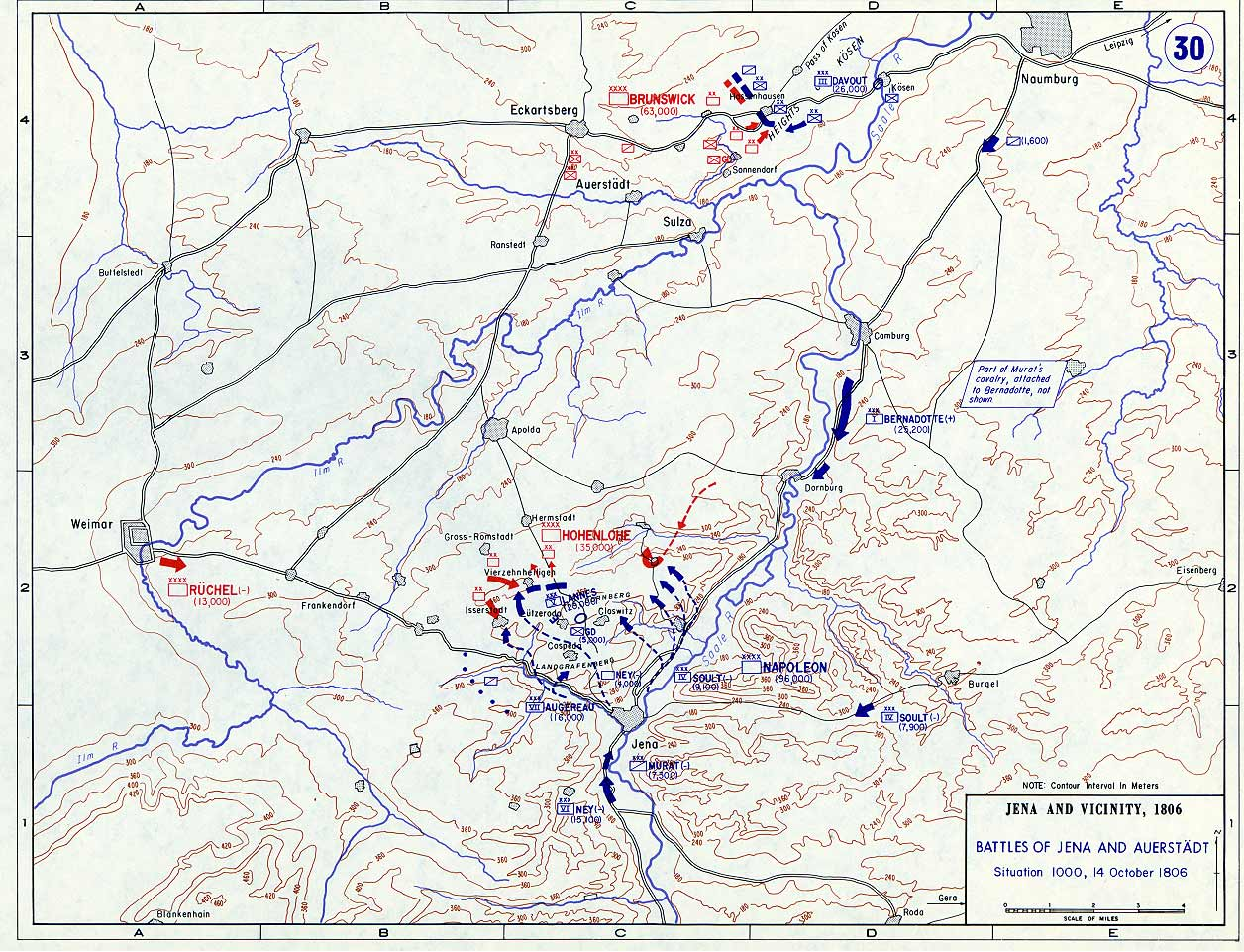
Sytuacja 14 października o godz 10:00

Bitwy rozpoczęły się, gdy główne siły Napoleona spotkały się z oddziałami Hohenlohe niedaleko Jeny. Na początku Napoleon miał do dyspozycji 48 tysięcy żołnierzy, ale wykorzystał swój plan koncentracji na polu bitwy 96 tysięcy żołnierzy. Kolejne jednostki francuskie nadchodziły w czasie bitwy tymczasem Prusacy byli zaskoczeni i wolno reagowali na rozwijającą się sytuację, co doprowadziło do tego, że 15 tysięcy żołnierzy Rüchela dotarło na miejsce bitwy z Weimaru w momencie, gdy 38 tysięcy żołnierzy Hohenlohe uciekało już z pola bitwy, zostawiając za sobą 10 tysięcy żołnierzy zabitych lub rannych i 15 tysięcy w niewoli. Pomimo to była to ciężka bitwa, która kosztowała Napoleona 5 tysięcy zabitych lub rannych żołnierzy. Napoleon był przeświadczony iż spotkał i pobił główne siły pruskiej armii.
Dalej na północ niedaleko Auerstedt, obaj, Davout i Bernadotte otrzymali rozkazy śpieszyć na pomoc Napoleonowi lub wzajemnie sobie, jeżeli spotkają siły wroga. Davout postanowił przebić się przez Eckartsbergę a Bernadotte przez Dornburg. Jednak droga Davouta na południe została zablokowana przez główne siły pruskie z samym królem, księciem brunszwickim i marszałkami polowymi Möllendorfem i Kalckreuthem. Rozpętała się zaciekła bitwa i pomimo dwukrotnej przewagi wojsk Pruskich to Davout i jego trzy świetnie wyszkolone dywizje Frianta, Gudina i Moranda odniosły zwycięstwo. Chociaż Bernadotte był w niedalekiej odległości od starcia, nie pomógł ani Davoutowi, ani Napoleonowi w toczonych przez nich jednocześnie bitwach, za co był później ukarany przez tego drugiego ostrą reprymendą. Napoleon miał powiedzieć o Bernadotte „Powinienem go rozstrzelać”.

### Bitwa pod Jeną

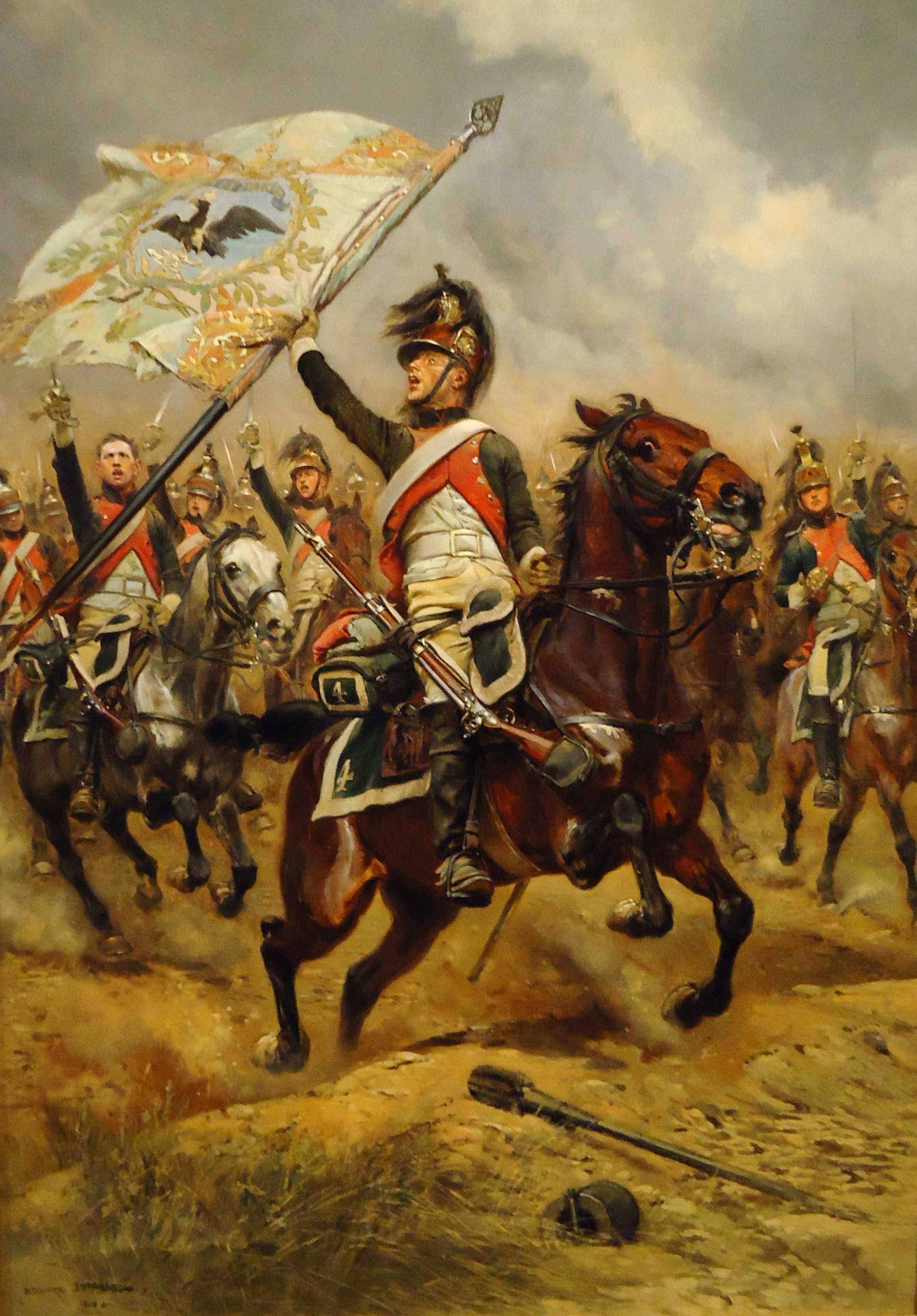
Francuski dragon ze zdobytą pruską flagą pod Jeną

Bitwa zaczęła się rankiem 14 października 1806 roku na trawiastych polach niedaleko od Jeny. Pierwsza uderzyła armia francuska na oba skrzydła pruskich linii, co dało następnym nadchodzącym jednostkom czas na sformowanie ataku na centrum. Te pierwsze potyczki odniosły mały skutek poza przełamaniem, którego dokonała dywizja generała Saint Hilaire, która atakowała odizolowaną lewą flankę pruską.
W tym samym czasie Marszałek Michel Ney skończył formowanie jednostek jak rozkazał Napoleon, przy czym zdecydował się na rozpoczęcie ataku pomimo braku rozkazu. Skończyło się to prawie katastrofą. Jego początkowy atak był udany, lecz odsłonił swoje wojska na atak pruskiej artylerii. Widząc, że Ney ma zbyt rozciągnięte wojska, pruski dowódca zdecydował się na kontratak, który otoczył jego siły. Na co Ney rozkazał sformować czworobok, aby chronić wszystkie swoje flanki. Napoleon wyczuł zagrożenie i rozkazał marszałkowi Lannesowi przesunąć atak na centrum, aby wspomóc Neya. Ta decyzja osłabiła francuskie centrum, na którym Napoleon rozstawił Gwardię, którą osobiście kontrolował. Ta taktyka ocaliła wojska Neya, które mogły się wycofać. Chociaż Francuzi byli osłabieni w tym momencie, to jednak Prusacy nie wykorzystali okazji aby przejąć inicjatywę, co później przełożyło się na ich klęskę. Mała ruchliwość wojsk pruskich wystawiła ich na ogień francuskiej artylerii oraz lekkiej piechoty. Jak napisał później jeden z pruskich generałów: „Przestrzeń w okolicy wejścia do Jeny była sceną najstraszniejszego upływu krwi i rzezi”.

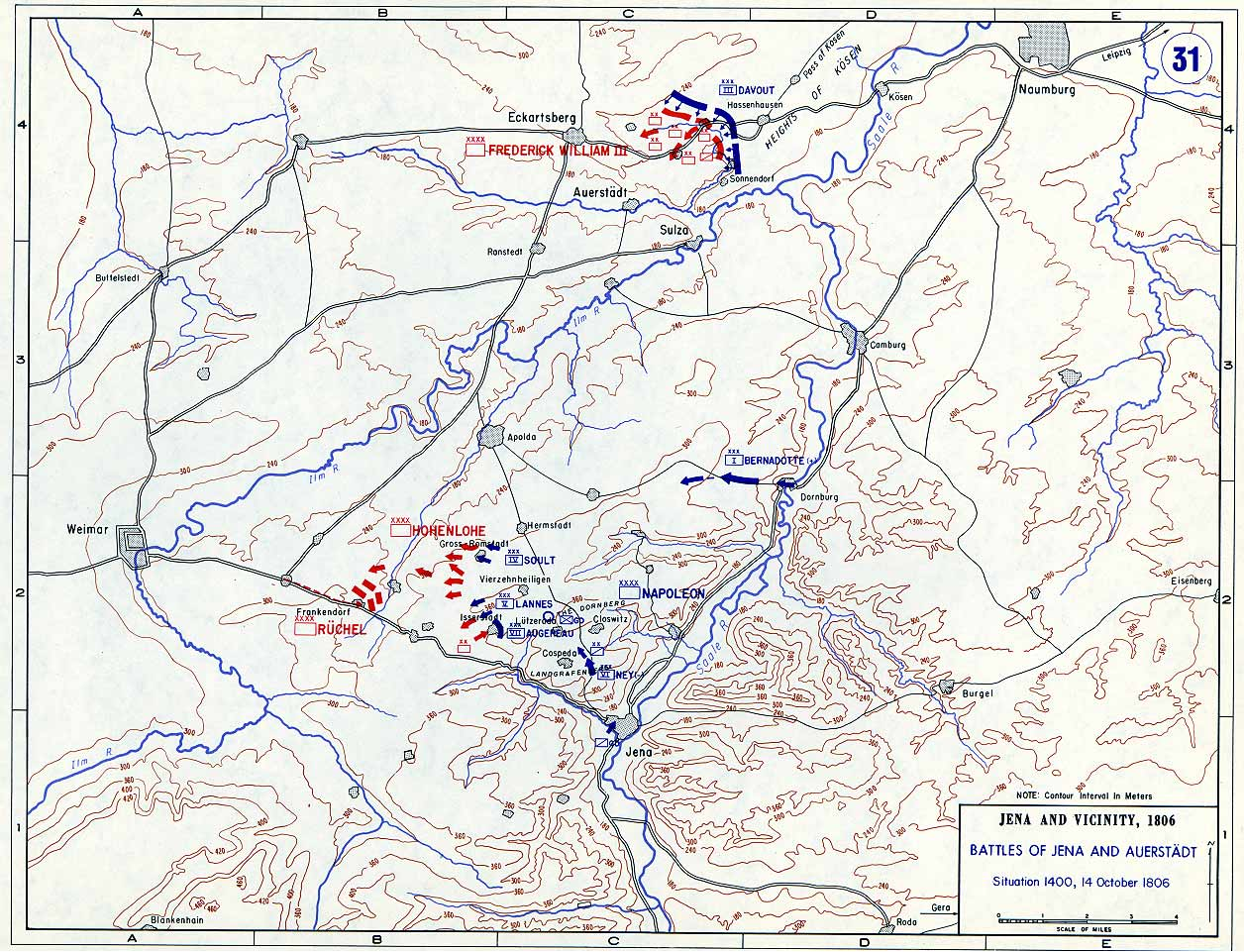
Sytuacja o 14:00 14 października

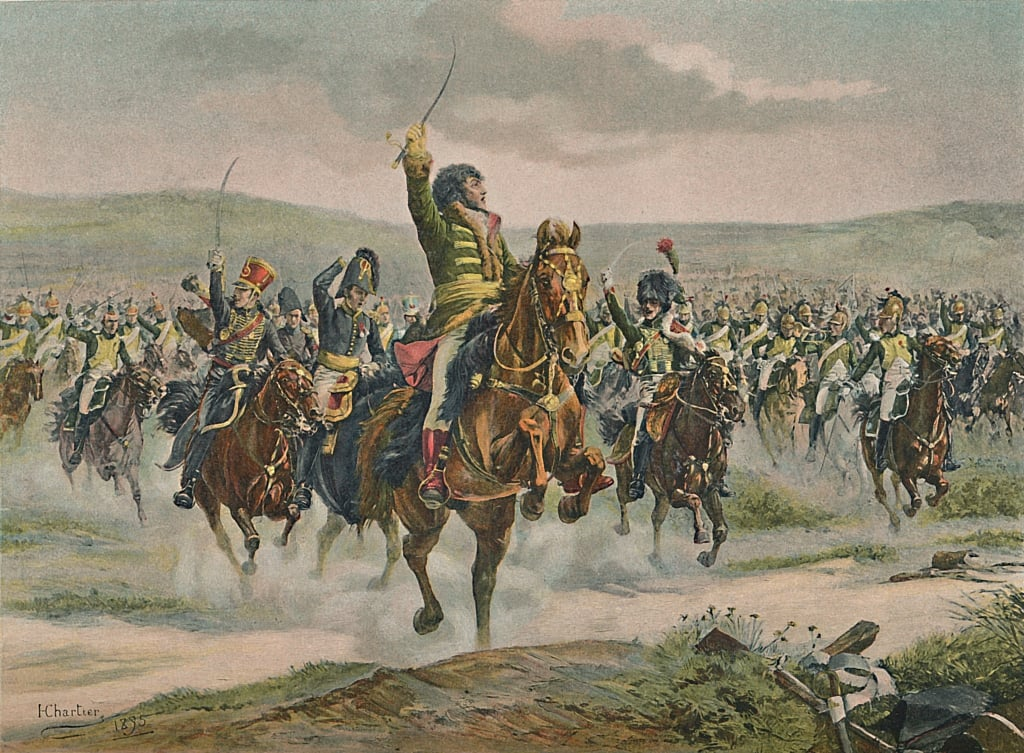
Marszałek Joachim Murat, prowadzący natarcie podczas bitwy

W tym czasie około godziny 13:00 Napoleon zdecydował się na decydujący atak. Rozkazał swoim wojskom przełamać się przez pruskie skrzydła i otoczyć i zniszczyć ich centrum. Ten atak okazał się skuteczny i pruskie dywizje na skrzydłach zaczęły uciekać z pola bitwy. Widząc to pruscy dowódcy zdecydowali się na całkowity odwrót. Bitwa była skończona. W sumie Prusacy stracili w niej 10 tys. zabitych lub rannych, 15 tys. wziętych do niewoli oraz 20 dział.

### Bitwa pod Auerstedt
Pierwsze starcie tej bitwy miało miejsce o 7:00, gdy dywizja Gudina i huzarzy starli się z pruską kawalerią i artylerią na zewnątrz wioski Poppel. Następnie walka zaczęła się, gdy tylko podniosła się mgła i wojska marszałka Davouta otrzymały rozkaz zajęcia pozycji w Hassenhausen.
Pruskim dowódcą na polu bitwy był Friedrich von Schmettau. Jego dywizja miała rozkaz podążać tą samą drogą, którą maszerowały wojska francuskie Davouta z celem zajęcia przejścia Kösen. Następny na pole bitwy nadciągnął generał Blücher ze swoją kawalerią, który zajął pozycję na jego lewym skrzydle. Razem zaatakowali oddziały Gudina i odrzucili je z powrotem do wsi.

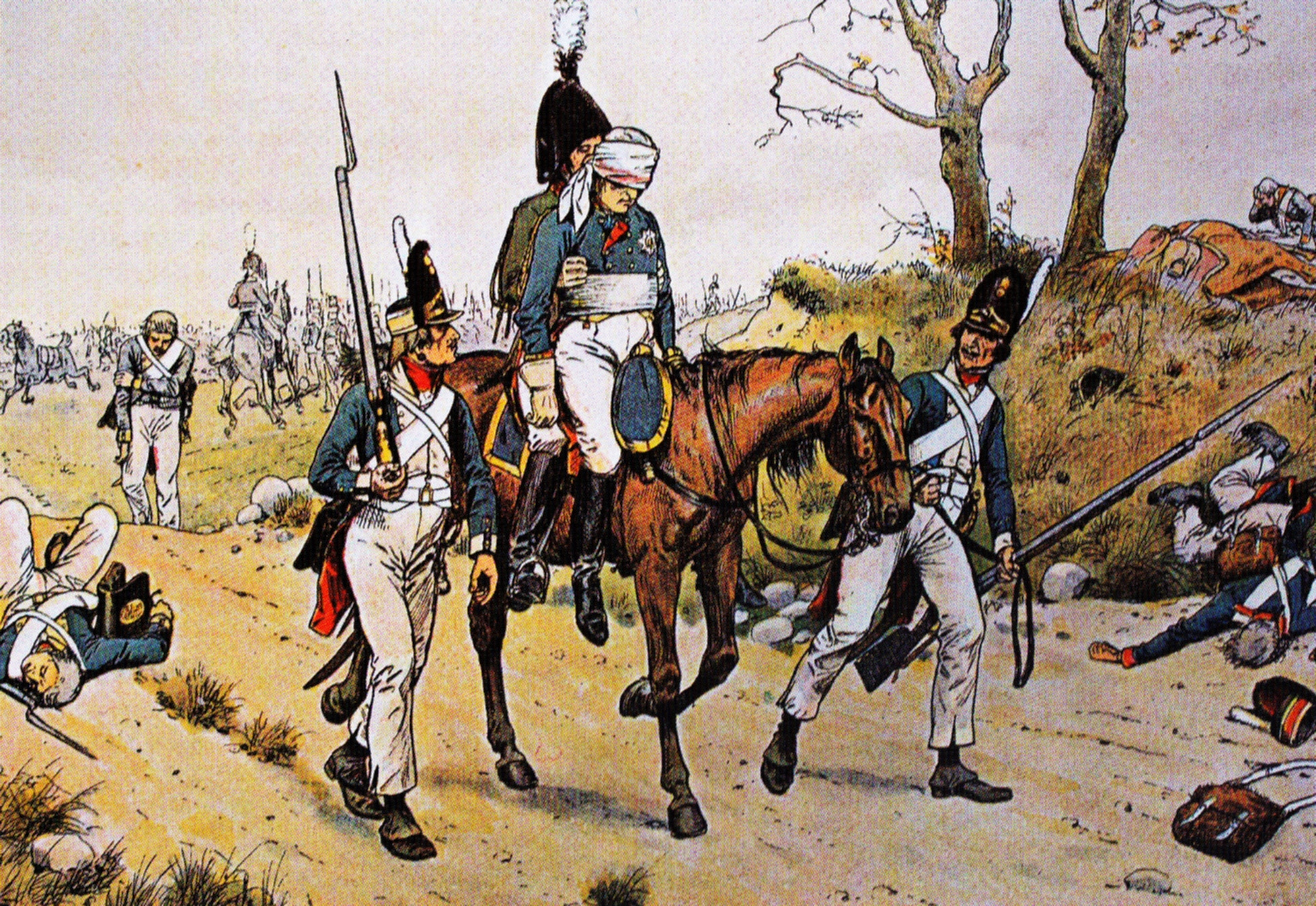
Pruscy ranni i maruderzy uciekający z podwójnej bitwy pędzla Richarda Knötela

Następnie o 8:30 na pole bitwy nadciągnęli Wartensleben z głównodowodzącym księciem brunszwickim, który rozkazał swojej piechocie zająć lewe skrzydło, a kawalerii prawe. Pół godziny później przybyła reszta kawalerii francuskiej i zajęła pozycje na lewym skrzydle Gudina. Następna dywizja Davouta dowodzona przez Frianta z jego 12 funtową artylerią przybyła o 9:30 i zajęła pozycję na prawym skrzydle Gudina formując czworoboki. Jej przybycie zmusiło do odwrotu kawalerię Blüchera. Nie widząc wyjścia książę Brunszwicki rozkazał uderzyć swojej kawalerii. W tym samym momencie dwa regimenty Wartenslebena zaatakowały Hassenhausen.
Wszystko zawiodło: trzy regimenty pruskiej kawalerii zostały rozbite, a piechota musiała się wycofać. W tym krytycznym momencie książę Brunszwicki musiał podjąć zdecydowane kroki. Krótko przed godziną 10:00 rozkazał pełny atak na Hassenhausen. O godzinie 10:00 książę odniósł śmiertelną ranę, a Schmettau również był ciężko ranny. Z powodu straty tych dwóch dowódców wojskom pruskim groziła klęska.
Następnie o godzinie 10:30 na pole bitwy nadciągnęła piechota Oswalda i książę Oranii (późniejszy król Holandii). Jego jedyną decyzją było rozdzielenie swoich sił na dwie części aby wzmocnić obie flanki armii pruskiej. Z kolei wojska francuskie wzmocniła trzecia dywizja Davouta pod dowództwem generała Moranda, która zajęła pozycję na lewym skrzydle Gudina. W tym momencie bitwy Davout zobaczył, że linia pruska się chwieje i o godzinie 11:00 rozkazał swojej piechocie kontratakować. Do południa centrum Schmettau zostało złamane i zmuszone do odwrotu przez strumień Lissbach. Kawaleria Bluchera została zmieciona a Wartensleben został odrzucony. Prusacy zrozumieli, że bitwa jest już przegrana i król Fryderyk Wilhelm III nakazał odwrót.
Wojska Davouta, mimo że odniosły zwycięstwo, poniosły duże straty – 7052 zabitych i rannych, podczas gdy Prusacy stracili 15 tys. zabitych i rannych.

## Skutki

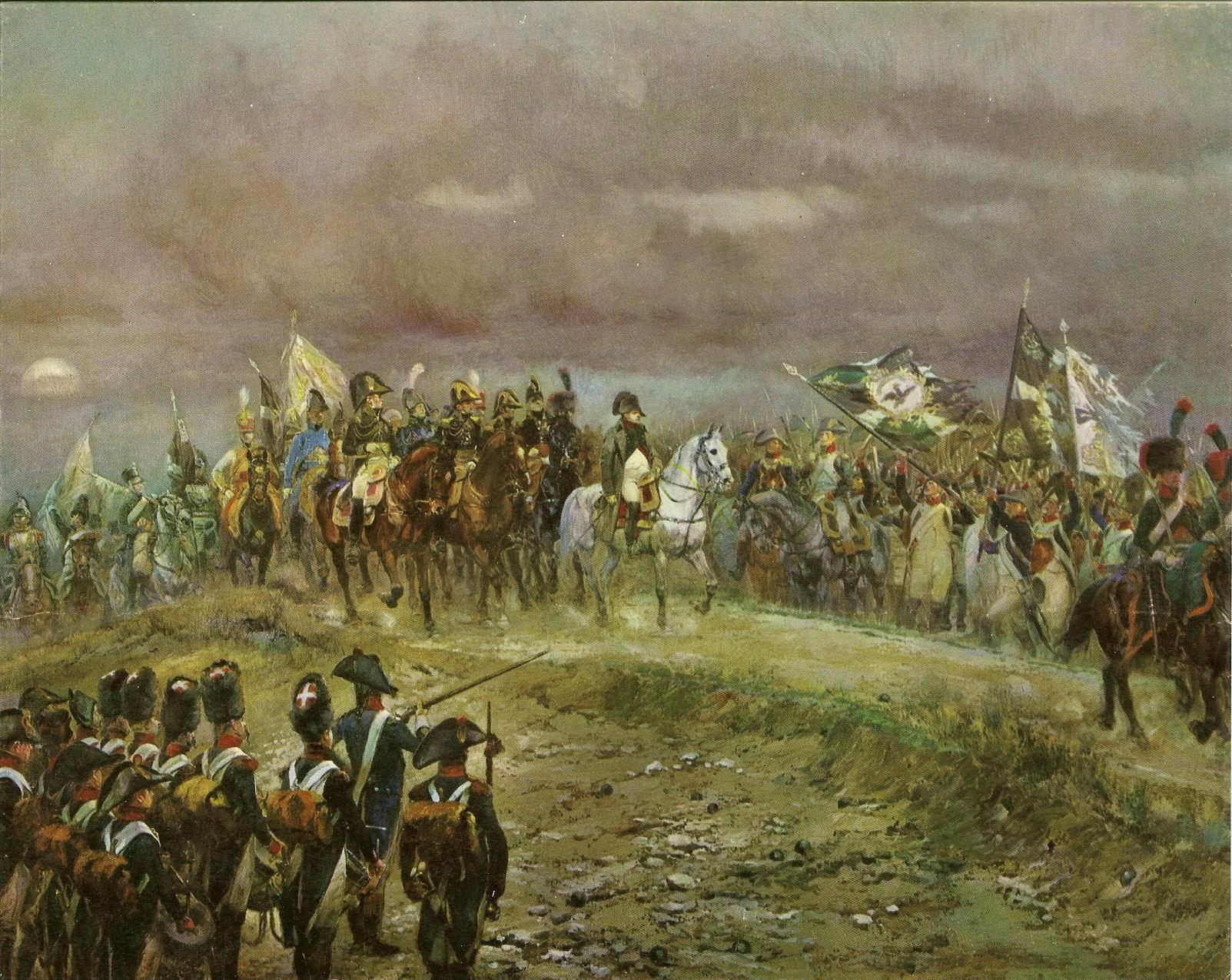
Napoleon po bitwie pod Jeną

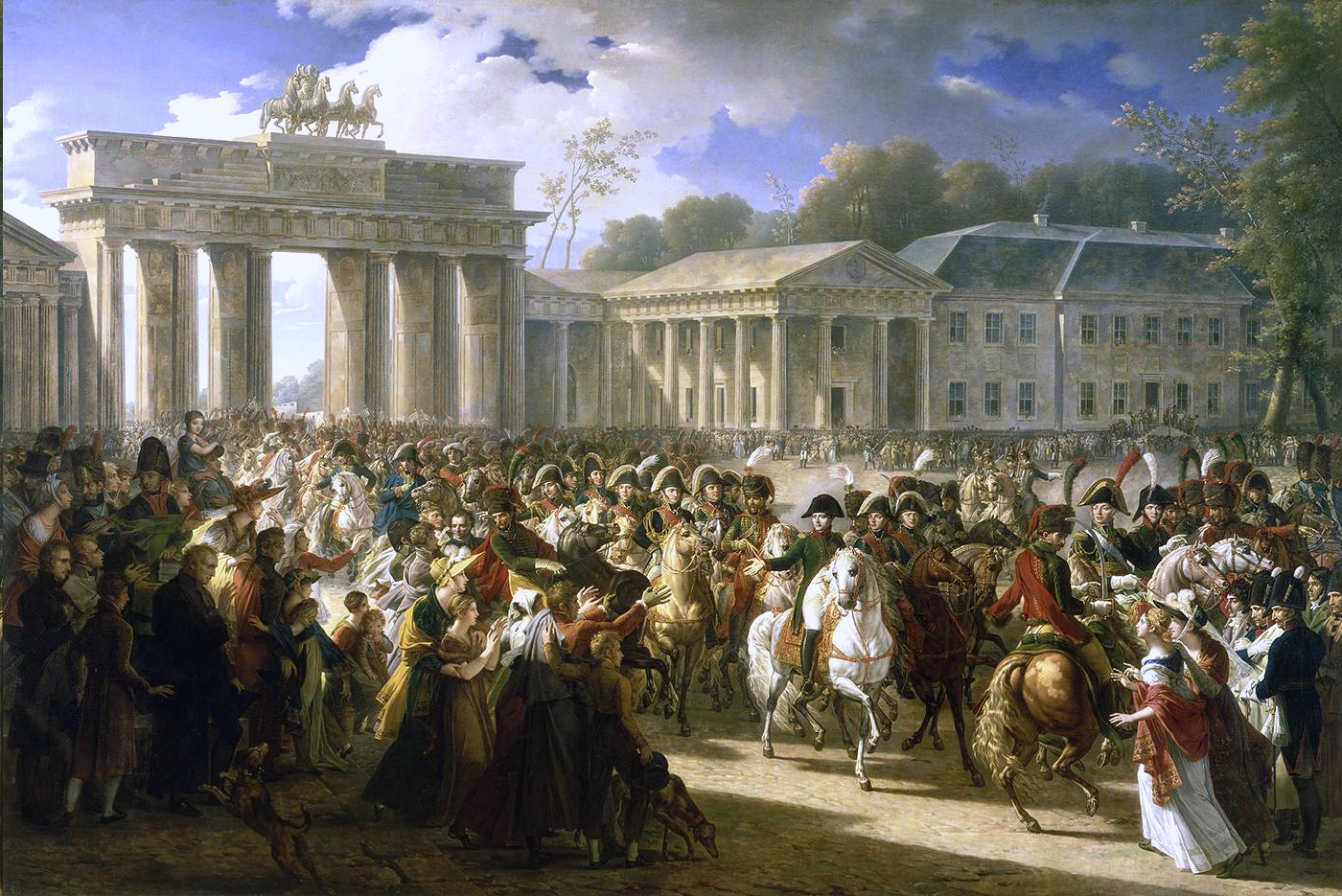
Francuskie wojska wkraczające do Berlina

Napoleon początkowo nie wierzył, że Davout pokonał główne siły pruskie bez pomocy innych korpusów i odpowiedział na pierwszy raport mówiąc „Powiedzcie swojemu Marszałkowi że widzi podwójnie”, co odnosiło się do jego słabego wzroku. Kiedy jednak sprawa stała się oczywista, zmienił zdanie. Bernadotte został prawie odwołany za nieśpieszenie na pomoc zarówno Napoleonowi, jak i Davoutowi, pomimo tego że był w zasięgu słuchu bitwy pod Auerstedt i w zasięgu marszu do Jeny, a zignorował swoje rozkazy i nie wziął udziału w żadnej z tych bitew. Davout został księciem Auerstedt, a Lannes – bohater spod Jeny – nie został w ten sam sposób uhonorowany.
Z kolei po pruskiej stronie, książę brunszwicki odniósł śmiertelne rany pod Auerstedt i przez kilka następnych dni jego siły nie były w stanie zorganizować jakiegokolwiek oporu przeciw pościgowi kawalerii Murata. 16 października skapitulował Erfurt i duża część sił pruskich dostała się do niewoli nie oddając prawie żadnego strzału. W bitwie pod Halle 17 października Bernadotte pobił rezerwę księcia Wirtembergii Eugeniusza Fryderyka. Davout z kolei wprowadził swoje wyczerpane wojska do Berlina 25 października. Siły Hohenlohe poddały się 28 października po bitwie pod Prenzlau. Krótko potem skapitulował Pasewalk. Korpus Bluchera został zniszczony w bitwie pod Lubeką 6 i 7 listopada. Odizolowane punkty oporu istniały, jak np. Gdańsk, ale głównym przeciwnikiem Napoleona była teraz Rosja i otwierała się możliwość powrotu Legionów Polskich do Polski.
Bitwa pod Jeną wpłynęła najbardziej na potrzebę reform feudalnego państwa pruskiego i jego armii. Przestarzała doktryna, sprzęt oraz feudalne zależności nie mogły się równać z tym, co oferowała ówczesna Francja. Francuski żołnierz walczył za ideały takie jak wolność, równość, braterstwo.

## Upamiętnienie

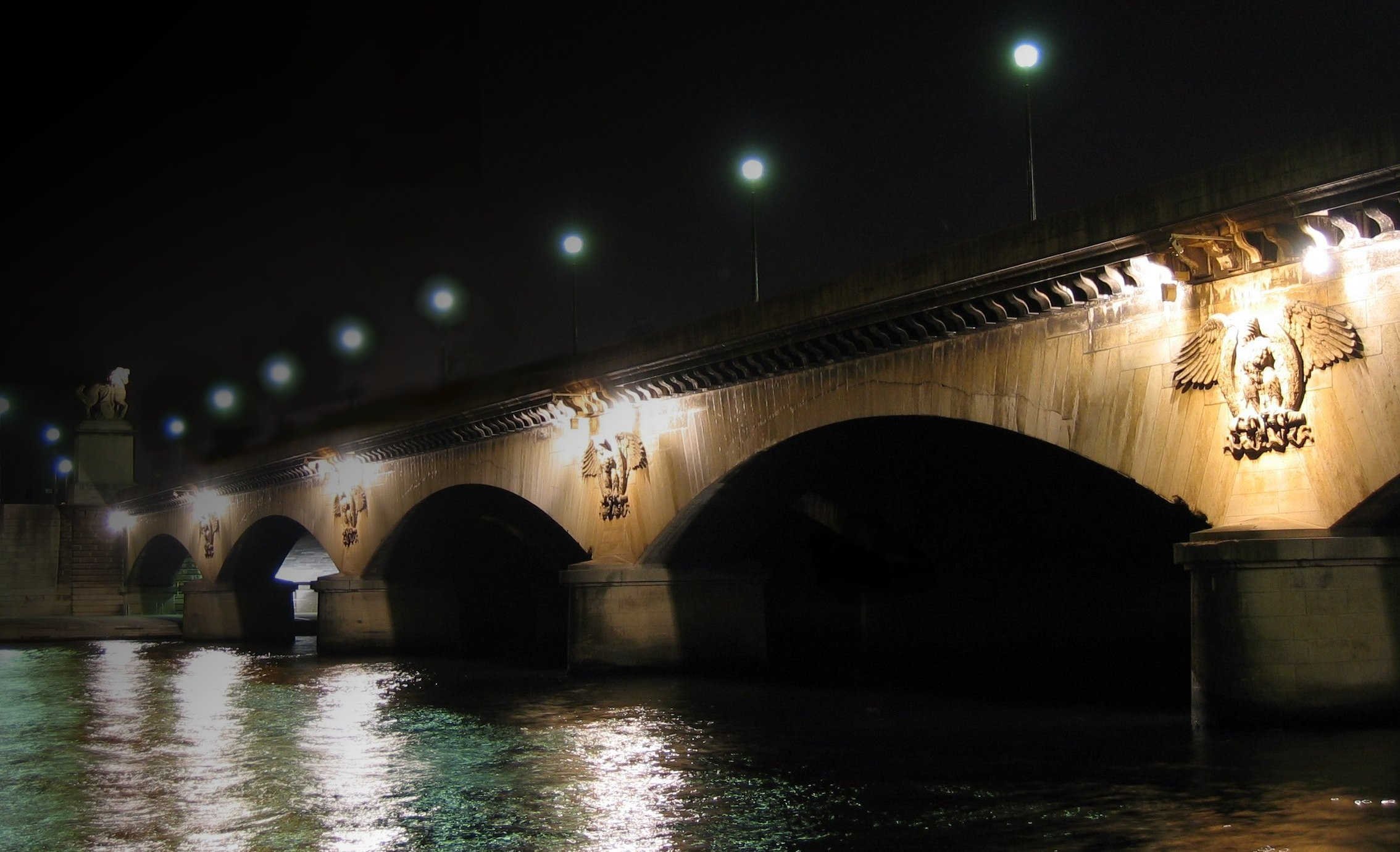
Most Pont d’Iéna w Paryżu został zbudowany aby upamiętnić bitwę pod Jeną

Na pamiątkę tej bitwy Napoleon kazał zbudować most w Paryżu, który nazwał na cześć tej bitwy, a kiedy został ostatecznie pokonany, żołnierze okupujący Francję chcieli go zburzyć, ale Talleyrand tymczasowo zmienił jego nazwę na most wielkiej armii francuskiej. Stacja Metra Paryskiego przy tym samym moście ma taką samą nazwę.
Bitwa ta jest wymieniona na Łuku Triumfalnym w Paryżu oraz na podłodze przy grobowcu Napoleona w Les Invalides.
Bitwa ta ma szczególne miejsce w polskiej narodowej epopei „Pan Tadeusz” Adama Mickiewicza, gdzie jest kilkukrotnie wymieniana.